# Татул (Болгарія)
Тату́л (болг. Татул) — село в Кирджалійській області Болгарії. Входить до складу общини Момчилград.

## Населення
За даними перепису населення 2011 року у селі проживали 97 осіб, з них 95 осіб (97,9%) — турки.
Розподіл населення за віком у 2011 році:
Динаміка населення: